# 조사이아 웨지우드
조사이아 웨지우드(영어: Josiah Wedgwood)는 영국의 대표적인 도자기 브랜드인 웨지우드(영어: Wedgwood & Corporation Limited)의 창업자이다. 도자기의 산업화의 아버지로 불린다.
진화론으로 유명한 찰스 다윈의 외할아버지이자, 다윈의 아내인 엠마 다윈의 친할아버지이다.